# Bryum gemmiparum
Bryum gemmiparum är en bladmossart som beskrevs av De Notaris 1866. Bryum gemmiparum ingår i släktet bryummossor, och familjen Bryaceae. Inga underarter finns listade i Catalogue of Life.